# Fernanda Monasterio
Fernanda Monasterio Cobelo (Madrid, 1920 - ibídem, 2006) fue una psicóloga y pedagoga española.

## Trayectoria

### Primeros años y formación
Nació en 1920 en el cuartel Batalla del Salado de Madrid. Su padre era Fernando Monasterio, militar de la Segunda República y su abuelo Ricardo Monasterio, militar laureado que además fue libretista de zarzuelas. Al poco de nacer su padre fue destinado a Ferrol. Monasterio siguió los estudios secundarios en un colegio de religiosas en régimen de internado en Madrid. Durante la Guerra civil siguió a su padre a Teruel, Valencia y Barcelona y al término de la guerra  fueron al exilio a Francia. Su padre marchó a México y ella volvió a España. Realizó sus estudios en la Facultad de Medicina de la Universidad Central donde alcanzó el grado de "doctor" con la tesis Los síntomas depresivos en la acromegalia, dirigida por Gregorio Marañón.
En 1941 viajó a Berlín a recibir clases de psicofisiología del trabajo. En 1943 en la Jefatura de Sanidad de Madrid investigó sobre el trabajo femenino y sobre la importancia de las tareas constitucionales en los accidentados. Entre 1949 y 1951 trabajó como médica en la beneficencia municipal en el servicio médico quirúrgico de urgencias. En 1950 publicó Temas de Medicina y Psiquiatría.

### América
En 1952 abandonó España para ocupar una plaza de profesor contratado de fisiología en la Universidad de Cochabamba, en Bolivia; después marchó Argentina, a la Universidad de Cuyo, donde estuvo hasta 1956 y de allí pasó a enseñar en Bahía Blanca, en la Universidad del Sur. En la Universidad Nacional de La Plata, en la Facultad de Humanidades y Educación entró en contacto con el profesor Alfredo Calcagno.
En 1954 se celebró el Primer Congreso Argentino de Psicología en San Miguel donde se aprobó una declaración relativa a la creación de la carrera universitaria del psicólogo profesional avalada por un grupo de profesores. Tras la caída de Perón se produjo una reforma en profundidad de los estudios superiores que a partir de 1955 se abrieron en los campos de la filosofía y la psicología. Se nombró una comisión especial con el objetivo de proyectar el plan de estudios de la carrera de profesor en psicología de la que tomó parte Monasterio, junto a Calcagno, Juan Cuatrecasas, médico español, que enseñaba antropología en La Plata, Ángel Garma, psicoanalista español  y promotor de la Asociación Psicoanalítica Argentina, y Luis M. Ravagnan, profesor de filosofía y adjunto de Garma en La Plata, más orientado hacia la fenomenología.
En la creación de la carrera de Psicología, se abrió un debate entre la psicología como ciencia natural sustentada por Monasterio, que se impuso en una primera etapa, y la corriente psicoanalítica defendida por Garma.
En 1959 se iniciaron los estudios de psicología divididos en un ciclo común y otro de especialidad en clínica laboral y educacional. Todos formaron parte del profesorado de las asignaturas del primer curso, Monasterio dio "Biología humana" y lo compaginó con la dirección del Instituto de Psicología.
De esta época Monasterio dijo: “Yo perdí batallas, pero gané muchas. La primera, fue que la carrera se abriera como licenciatura (y ya no como profesorado)”. Eso significó que se creara la profesión de psicólogo, como técnico capacitado para intervenir en problemas personales y sociales.
En 1963 organizó el Octavo Congreso Interamericano de Psicología en el Mar de la Plata. En 1964 renunció a la jefatura del Departamento y a la dirección del Instituto aunque siguió impartiendo su cátedra hasta 1966 en la Plata.

### Regreso a Madrid
En 1968 volvió a España fijando su residencia en Madrid apoyada por José Germain Cebrián.  Ejerció como médica y psicóloga clínica y no se llegó a incorporar a la universidad. Pero fue la fundadora y Directora del Programa de los Cursos de Psicología Evolutiva del Niño y del Adolescente que se impartió en el Instituto Internacional de 1967 a 1981. En 1972 participó en el homenaje a Germain y en 1987 volvió a escribir sobre él en el homenaje que se le hizo tras su fallecimiento.
En 1975 colaboró en el monográfico de la revista El Urogallo conmemorando el Año Internacional de la Mujer. Intervino en el II seminario de Filosofía Española teniendo como tema monográfico La crisis de fin de siglo y la generación de 1914, donde habló de Gregorio Marañón. En 1988 fue nombrada presidenta de la Asociación Española de Médicos escritores y artistas. Y en 1991 recibió el Premio Mujer del Año en la Ciencia. En 1992 fue invitada al congreso que se organizó con motivo de los 30 años de la primera promoción de la carrera de Psicología en la UNLP.
Murió en Madrid en 2006.

### Vida personal
Entre su círculo de amistades antes de marchar a América estuvieron Carmen Laforet y Elena Fortún, que había vuelto de su exilio. Su nombre aparece varias veces en las cartas que ambas se cruzaron antes de la muerte de Fortún. En Argentina conoció a Inés Field, también del círculo de Fortún. Ella fue quien le puso en contacto con el Consejo Argentino de Mujeres de Delia Echeverry y quien le presentó a Calcagno. En Buenos Aires también conoció a Rosa Chacel, que escribió una de sus novelas mientras residía en su domicilio.

## Legado
En 2007 Ruth Feldman, su heredera, donó a la biblioteca de la Universidad Autónoma de Madrid, 7.000 volúmenes de psicología, medicina y psiquiatría, educación, antropología, filosofía, e historia o literatura escritos bien en español, en inglés, o en francés.

## Artículos[11]
- Monasterio, F. (1965). Experimentación y Psiquismo. Revista de la Universidad de Buenos Aires,.1, 65-78
- Monasterio, F. (1965). La psicología argentina. Revista de psicología general y aplicada,.80 (10) 907-922
- Monasterio, F. (1967). La aferencia interpersonal. Revista de psicología general y aplicada,.22 (88-89) 495-497
- Monasterio, F. (1969). Algunas claves médicas y psicológicas decisivas para la pubertad normal. Actividades de la Asociación Española de Mujeres Médico, 2(4) 9-12
- Monasterio, F. (1970). Tiempo de Juventud. El Urugallo, 5-6, 18-20
- Monasterio, F. (1971). Carencia de padres y estructura de la personalidad. Actividades de la Asociación Española de Mujeres Médicos. 4 (8) 54-71
- Monasterio, F. (1973). Ponencia sobre Neuropsicología. Revista de psicología general y aplicada, 27 (28) 815-818.
- Monasterio, F. (1974). Ponencia sobre "Neuropsicología". IV Congreso Nacional de Psicología y XVII reunión aunual, 815-818.
- Monasterio, F. (1975). La mujer: los deberes y la libertad*. El Urogallo, 6 (33) 78-82.
- Monasterio, F. (1981). La psicología se llama: Germain. Revista de psicología general y aplicada, 36 (6)1087-1109.
- Monasterio, F. (1982). Pensamiento del humanismo médico. II Encuentro de la Sociedad Española de Médicos Escritores: en homenaje-recuerdo al Dr. Pérez Mateos, Murcia, 1-2 octubre, (pp.31-35).
- Monasterio, F. (1987). Las obras de José Germain. Papeles del Psicólogo: Revista del Colegio Oficial de Psicólogos, (28).
- Monasterio, F. (1987).El pensamiento médico de Laín Entralgo. Cuadernos Hispanoamericanos, (446) 241-254.
- Monasterio, F. (1988). Tiempo de Rosa: El espacio y el tiempo de Rosa. Chacel. Anthropos: Boletín de Información y Documentación, (85) 37-38.
- Monasterio, F. (1993), La persona de Juan Rof. Anthropos: Boletín de Información y Documentación, (141) 39.